# Skellefteå (gemeente)
Skellefteå is een Zweedse gemeente in Västerbotten. De gemeente behoort tot de provincie Västerbottens län. Ze heeft een totale oppervlakte van 10.032,0 km² en telde 71.786 inwoners in 2004.

## Plaatsen

### Tätorter
| Nr | Plaats                         | Inwoneraantal (2005) |
| -- | ------------------------------ | -------------------- |
| 1  | Skellefteå (stad)              | 32 425               |
| 2  | Ursviken                       | 4 054                |
| 3  | Skelleftehamn                  | 3 120                |
| 4  | Bureå                          | 2 345                |
| 5  | Kåge                           | 2 205                |
| 6  | Bergsbyn                       | 1 818                |
| 7  | Byske                          | 1 731                |
| 8  | Burträsk                       | 1 632                |
| 9  | Boliden                        | 1 515                |
| 10 | Jörn                           | 877                  |
| 11 | Ersmark (Skellefteå)           | 865                  |
| 12 | Lövånger                       | 779                  |
| 13 | Medle                          | 558                  |
| 14 | Kusmark                        | 437                  |
| 15 | Örviken                        | 411                  |
| 16 | Södra Bergsbyn en Stackgrönnan | 406                  |
| 17 | Ostvik                         | 392                  |
| 18 | Bygdsiljum                     | 370                  |
| 19 | Drängsmark                     | 353                  |
| 20 | Myckle                         | 343                  |

### Småorter(inwoneraantal 2005)
| - Klutmark 191 - Boviken 170 - Fällfors 158 - Strömfors (Skellefteå) 143 - Gamla Falmark 139 - Frostkåge 132 - Östanbäck 126 - Nyhamn (Skellefteå) 119 - Gummark 118 - Åbyn 110 - Nedre Åbyn 108 - Sandfors 104 - Renström 94 - Östra Falmark 92 - Gärdsmark 89 - Sjöbotten 86 - Norra Drängsmark 84 - Långviken 81 - Vebomark 81 | - Mångbyn 76 - Norra Innervik 74 - Kläppen en Ragvaldsträsk (deel van) 73 - Liden (Skellefteå) 72 - Lund (Skellefteå) 71 - Bodbysund 70 - Hjoggbölefors 68 - Västra Hjoggböle 68 - Storkågeträsk 64 - Norrlångträsk 63 - Risön (Skellefteå) 60 - Varuträsk 60 - Falmark 59 - Bjurfors (Skellefteå) 58 - Kalvträsk 56 - Mjövattnet 54 - Stålberget en Frostkågemarken 54 - Båtvik 53 - Klutmarks station 53 - Ljusvattnet 53 - Norr om Inbyn (kvarn) 51 |

## Partnersteden
- Raahe (Finland)
- Løgstør (Denemarken)
- Pardubice (Tsjechië)
- Rana (Noorwegen)
- Tallinn (Estland)
- Tongling (China}

Bjurholm ·
Dorotea ·
Lycksele ·
Malå ·
Nordmaling ·
Norsjö ·
Robertsfors ·
Skellefteå ·
Sorsele ·
Storuman ·
Umeå ·
Vilhelmina ·
Vindeln ·
Vännäs ·
Åsele